# Катариненрит
Катариненрит (нем. Katharinenrieth) — коммуна в Германии, в земле Саксония-Анхальт. 
Входит в состав района Зангерхаузен. Подчиняется управлению Альштедт-Кальтенборн.  Население составляет 221 человек (на 31 декабря 2006 года). Занимает площадь 5,70 км². Официальный код  —  15 2 66 022.